# موسی منارف
موسی خیرامانوویچ منارف (روسی: Муса Хираманович Манаров) فضانورد اهل اتحاد شوروی است که در ۲۲ مارس ۱۹۵۱ در باکو زاده شد. وی در مأموریت میر ئی‌او-۳، سایوز تی‌ام-۴، سایوز تی‌ام-۶، حضور داشته است و ۵۴۱ روز را در فضا سپری کرده است.